# عيارية
العيارية  في الكيمياء هو تعبير عن تركيز محلول ويعرف بكونه مقسوم تركيز مولي على معامل تكافؤي {\displaystyle f_{eq}}. يقل استخدام هذه الوحدة في حالات خاصة، وتخضع لانتقاد كبير. ففي العادة في الكيمياء نعتمد على التركيز المولي وليس العيارية لدراسة سير التفاعل الكيميائي.
تعريف العيارية إذن:
{\displaystyle normality={\frac {c_{i}}{f_{eq}}}}

## الوحدة
يستخدم الرمز "N" للتعبير عن عيارية محلول ومعناها مكافئ/لتر ,ويرمز لها Eq/L أحيانا، ويستخدم ذلك في بعض التعبيرات الطبية "mEq/L"، حيث تشير m إلى ميلّي، وتعادل واحد بالألف (0.001 N).

## استخدام الوحدة
يندر استخدام تلك الوحدة بين الكيميائيين، وانقصر استخدامها مؤخرا على بعض الحالات، مثلا في الطب للتعود على استخدامها. فعلى سبيل المثال :
- نحتاج أحيانا معرفة تركيز أيونات الهيدروجين في محلول (H+) ، فيكون {\displaystyle 1/f_{eq}} عددا صحيحا. فكل محلول يمكن أن ينتج عددا واحدا أو أكثر من نوع معين من الأيونات ، مثلما في حالة تركيزي البروتونات (H+) أو أيونات الهيدروكسيد (OH-) في محلول.
- في تفاعلات أكسدة-اختزال ، فيعطينا المعامل المكافيئ عدد الإلكترونات التي تقوم بالأكسدة أو الاختزال التي يعطيها كل جزيئ من مادة الاختزال. عندئذ يمكن أن يكون {\displaystyle 1/f_{eq}} عددا غير صحيحا.
- في تفاعلات الترسيب ، حيث يعطي المعامل التكافئي عدد الأيونات التي تقوم بالترسيب في التفاعل. وهنا نجد {\displaystyle 1/f_{eq}} عددا صحيحا.

كما نري، يختلف تعريف {\displaystyle 1/f_{eq}} باختلاف الحالة التي نقوم بدراستها، وسنعطي بعض الأمثلة.

## أمثلة
1) قد تستخدم العيارية في تحليل المحاليل الحمضية القلوية. فعلى سبيل المثال ينشق جزيئ حمض الكبريتيك في الماء (H2SO4) ويعطي أيونات H+. فإذا احتجنا إلى 1 مول من H+، نحتاج إلى 5و0 مول من حمض الكبريتيك. فيكون العامل التكافؤي 0.5 :
{\displaystyle f_{eq}}(H2SO4) = 0.5
فإذا كان تركيز حمض الكبريتيك c(H2SO4) = 1 mol/L، إذن تكون عياريته في تلك الحالة 2 N. وننطقها بالإنجليزية : "2 normal".
2) بالمثل، بالنسبة إلى محلول ذو تركيز
c(H3PO4) = 1 mol/L
تكون عياريته 3 N لأن حمض الفوسفوريك يحتوي على 3 من ذرات الهيدروجين H.

## اقرأ أيضا
- فاعلية كيميائية
- تكافؤ
- تفاعل كيميائي